# Grantley Goulding
Grantley Thomas Smart Goulding (Gloucester, 23 maart 1874 – Umkomaas, Zuid-Afrika, 1944) was een Britse atleet, die zich had toegelegd op het hordelopen.

## Loopbaan
Goulding was een van de acht deelnemers aan de 100 m horden tijdens de Olympische Zomerspelen van 1896 in Athene. Nadat hij in de eerste ronde met een tijd van 18,4 s eerste van zijn heat was geworden, mocht hij deelnemen aan de finale. Van de vier deelnemers aan de finale gaven er twee op. Goulding achtte het duel een formaliteit. Thomas Curtis, zijn enig overgebleven tegenstander, memoreerde jaren later: 'Hij beschouwde zichzelf als niet te kloppen. Een dag tevoren troostte hij me met de woorden: "Misschien word je wel tweede." Nooit meer heb ik iemand ontmoet die zo zeker van zichzelf was.'
De finale bracht de Engelsman echter bepaald niet de bevestiging van zijn superioriteit. Tijdens de race had Goulding aanvankelijk inderdaad de leiding, maar in het laatste deel versloeg Curtis hem duidelijk. Tijden: 17,6 en 18,0. Volgens de Amerikaan was de Brit zo gedesillusioneerd dat hij direct het stadion verliet, zijn spullen in het hotel ophaalde en met de eerste trein uit Athene vertrok.

## Palmares

### 100 m horden
- 1896: [4] OS - 18,0 s